# Égerhát község
Égerhát község (románul: Comuna Ariniș) község Máramaros megyében, Romániában. Központja Égerhát, beosztott falvai Rogyina, Szilágyegerbegy.

## Népessége
A 2011-es népszámlálás adatai alapján a község népessége 1084 fő volt.